# Gottfried Helnwein
Gottfried Helnwein (Viena, Áustria, 8 de outubro de 1948) é um pintor, fotógrafo e artista de performance austríaco.

## Obra
Gottfried Helnwein cresceu no décimo distrito de Viena, o qual leva o nome de Favoriten. Bairro operário e dominado pelos soviéticos após o fim da Segunda Guerra Mundial, aquela região foi onde o artista cresceu observando uma multidão de pessoas que viviam em silêncio e tentando esquecer o passado recente. Em entrevistas, Helnwein conta que quando fazia perguntas sobre os eventos ocorridos, era como se estivesse falando "em outra língua ou eles tivessem também sofrido amnésia", porque ele nunca era respondido. Foi então que, aos 18 anos, ele decidiu que aquela seria a hora de formular seus questionamentos de outra forma, não mais por meio de palavras, mas por meio de imagens, tornando-se artista: "Eu apenas comecei a formular as minhas antigas perguntas agora como imagens e, passo a passo, comecei a desenvolver minha própria linguagem visual".
Sempre interessado por crianças e o tema da violência, os primeiros trabalhos de Helnwein foram aquarelas, tais como Life not worth living (1979), publicada na revista austríaca Profil, na qual uma garota aparece "adormecida" sobre um prato de comida servido à mesa. Este trabalho, em específico, foi inspirado no caso do psiquiatra Heinrich Gross que admitiu ter matado centenas de crianças envenenadas durante a guerra. À mesma época Helnwein iniciaria performances (Aktion) pelas ruas de Viena na qual aparecia enfaixado e sujo de sangue, bem como também começou a fotografar crianças enroladas em bandagens. Esse seria um motivo visual que se repetiria em suas obras mais tarde, quando adotaria o estilo hiper-realista em suas telas em óleo e acrílico que o tornaram mundialmente conhecido.
Já nos anos 1980, o artista iniciou uma série de autorretratos que dariam sequência às performances e origem às coleções Der Untermensch (1987-86), Black Mirror (1987) e, antes mesmo, um autorretrato em que Helnwein aparece enfaixado, gritando e com garfos nos olhos tornou-se capa do álbum de Blackout (1982) da banda alemã Scorpions. A contribuição com músicos se estenderia nos anos seguintes, quando Helnwein faria sessões de fotos com a banda de industrial metal alemã Rammstein, em 1997, para o álbum Sehnsucht, e em 2003, quando fotografou o músico americano e amigo pessoal Marilyn Manson e sua esposa à época Dita Von Teese para a coleção The Golden Age. As imagens, inclusive, fizeram parte do CD lançado pelo artista, The Golden Age of Grotesque, que na edição limitada incluiu um DVD intitulado Doppelherz, no qual há um curta de 25 minutos dirigido por Manson e com direção de arte de Helnwein.
Esse envolvimento com a cultura pop por parte de Helnwein vem desde sua infância, quando ganhou sua primeira revista em quadrinhos do Pato Donald. Em diversos relatos, o artista conta como isso mudou sua vida, na qual ele se sentia tão deslocado por conta da destruição causada pela guerra. Em Memories of Duckburg, o artista escreve que ao ver o personagem pela primeira vez, foi como "ver a luz do sol novamente para alguém que estava preso num acidente de mina há muitos dias". Enquanto tudo era sombrio e fúnebre, pelo sentimento de culpa e morte causado pelos conflitos da grande guerra que há pouco havia se encerrado, Helnwein e sua geração encontravam na cultura pop americana que chegava ao continente europeu uma nova cor à realidade em "preto e branco" e "slow motion" na qual viviam". Em entrevista, o austríaco conta que o vácuo causado pela destruição e censura causada pelos nazistas era preenchida pela América com "Coca Cola, jeans, carros que pareciam naves espaciais, filmes, quadrinhos e rock'n'roll. A América apresentou um mundo mítico de maravilhas modernas e milagres. Havia belos anjos rebeldes como Elvis, Jimmy Dean, Brando e garotas de beleza fora do comum - coisas nunca vistas antes no nosso dito mundo real. E para mim e muitos de meus amigos esse foi o encontro com provavelmente a maior de nossas inspirações: Pato Donald. O impacto desse choque cultural em nós foi enorme".

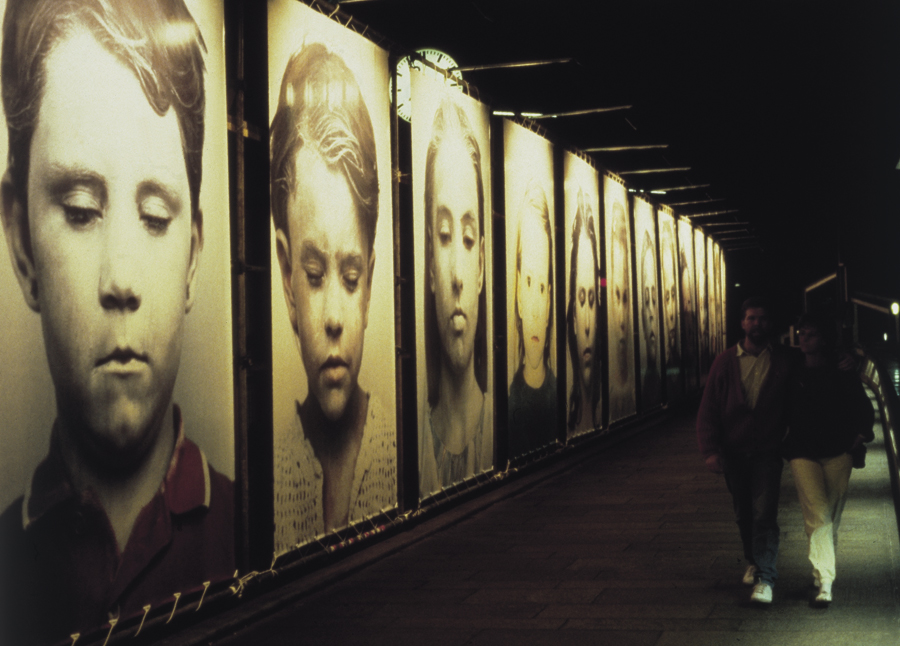
Instalação "Ninth November Night" de Gottfried Helnwein, em Colônia, na Alemanha

A importância desse personagem seria percebida, por exemplo, nas pinturas das séries The American Paintings (2000-2003), mas em The Disasters of War (2007-2011) e Murmur of the Innocents (2009-2011) não só o Pato Donald como outros personagens da Disney e de animações japonesas (anime) se fazem presentes, além de outras referências ao cinema americano, como no caso da primeira coleção. Ainda, em Faces (1982-1991), Helwnein reúne retratos de diferentes intelectuais e celebridades da cultura pop, reunindo nomes como Andy Warhol, Charles Bukowski, William S. Burroughs, Arnold Schwarzenegger, Michael Jackson e Mick Jagger. Isto é, apesar de sua formação ser clássica, em artes plásticas, Helnwein sempre esteve voltado à cultura pop e à mídia, o que faz com que ele, por vezes, seja chamado de artista midiático.
Mais recentemente, em 18 de outubro de 2012, Helnwein inaugurou exposições na Cidade do México, no Museo Nacional de San Carlos a chamada Faith, Hoe and Charity e na Galería Hilario Galguera a coleção Song of the Aurora. Diferentemente de seus outros trabalhos, nos quais crianças loiras e pálidas, desta vez garotas latino-americanas de pele morena foram personagens de suas fotografias que foram expostas em grandes painéis na capital mexicana, como visto na instalação e exibição Santos Inocentes, no Monumento a la Revolución. Esse mesmo tipo de formato já é feito por Helnwein desde os anos 1980, quando em Colônia, em 1988, ele promoveu a polêmica a instalação Ninth November Night. Nove retratos de crianças locais foram expostos em um painel de quatro metros de altura e cem de largura que foi dependurado numa estação de trem localizada entre a Catedral de Colônia e o museu Ludwig. Este local, inclusive, havia sido a ferrovia que durante a Segunda Guerra Mundial havia deportado os judeus para os campos de concentração e, no caso, esse trabalho de Helnwein era em memória ao décimo quinto aniversário da Kristallnacht.
Em 2013, o museu Albertina, em Viena, organizou a primeira retrospectiva européia a Gottfried Helnwein em homenagem ao seu 65.º aniversário. A exposição, que conta com mais de 150 trabalhos de todas as fases de sua carreira, fica aberta ao público de 25 de maio a 13 de outubro de 2013.

## Vida pessoal
Helnwein tem quatro filhos com sua atual esposa Renate: Cyril, Mercedes, Ali Elvis e Wolfgang Amadeus e todos eles são artistas, seja trabalhando mesmo com pintura, fotografia ou música. Depois de ter comprado, em 1985, um castelo medieval em Colônia, na Alemanha, Helnwein se muda em 1997 para Dublin, na Irlanda, e em 2000 compra o castelo Gurteen de La Poer, no vilarejo de Kilsheelan, no condado de Tipperary, a qual é sua residência até hoje. Esta, inclusive, serviu de cenário para o casamento de Marilyn Manson e Dita Von Teese, em 2005.

## Exposições

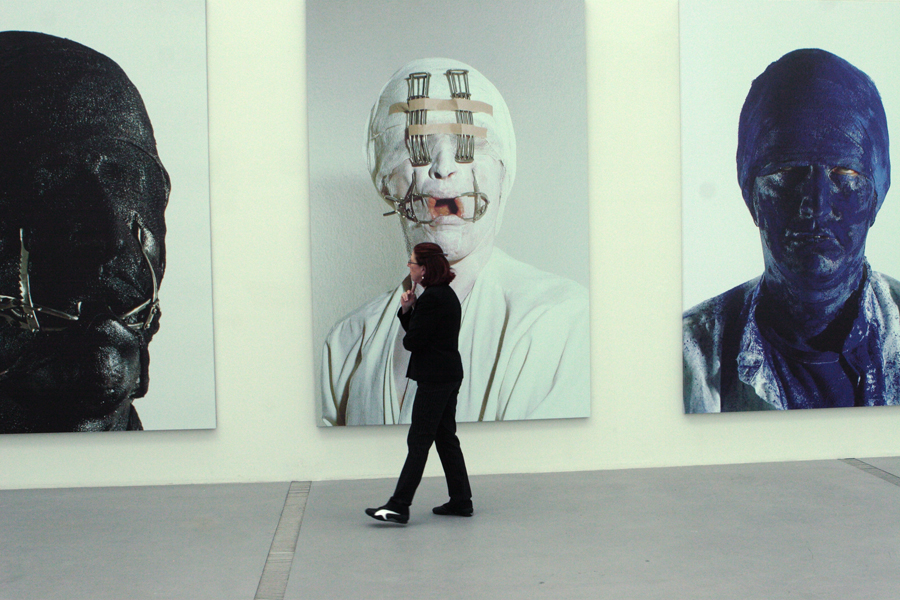
Autorretratos de Helnwein no Museu Lentos, em Linz, na exposição Face it de 2006

- 1971: Künstlerhaus Wien, "Zoetus", exposição coletiva
- 1972: Galerie im Pressehauses, Viena, exposição solo
- 1979: Albertina, Viena, exposição solo
- 1979: Galleria Bon à Tirer, Milão, exposição solo
- 1981: Baumgartner Galleries, Washington, exposição solo
- 1982: Galerie Lucien Bilinelli, Bruxelas, exposição solo
- 1983: Stadtmuseum München, exposição solo
- 1983: Kunsthalle Darmstadt, exposição coletiva “Köpfe und Gesichter”
- 1984: Museu de arte moderna em Viena, "1984 – Orwell und die Gegenwart", exposição coletiva
- 1985: Albertina, Viena, "Gottfried Helnwein – Arbeiten von 1970–1985", exposição solo
- 1986: Freie Volksbühne Berlin, exposição solo
- 1987: Museé d’Art Moderne Strasbourg, "Der Untermensch – Gottfried Helnwein, Self-Portraits 1970–1987", exposição solo
- 1987: Kunsthalle Bremen, "Der Untermensch", Instalação e performance
- 1987: Leopold-Hoesch-Museum, Düren, exposição solo
- 1987: Villa Stuck, Munique, exposição solo
- 1987: Kunstforum Länderbank, Viena, "Die lädierte Welt – Realismus und Realismen in Österreich", exposição coletiva
- 1987: Museum für Fotografie und Zeitkunst, Bremen, exposição solo
- 1989: Museum Folkwang, Essen, exposição solo
- 1989: Torino Fotografia ’89 Biennale Internazionale, gemeinsame Ausstellung mit Clegg & Guttmann und David Hockney.
- 1990: Musée de l’Elysée, Lausanne, exposição solo
- 1990: Kunstverein Ludwigsburg, exposição solo
- 1990; Museum St. Ingbert, St. Ingbert, Einzelausstellung und Außeninstallation „Neunter November Nacht“
- 1991: Niederösterreichisches Landesmuseum, Minoritenkirche, Krems, exposição solo e instalação “Kindskopf”
- 1991: Galerie Koppelmann em Colônia, "48 Portraits", exposição solo
- 1992: Stadtmuseum München, "Faces", exposição solo
- 1992: Goethe-Institut, Centre culturell allemand, Paris, exposição solo
- 1992: Museum Pfalzgalerie Kaiserslautern, exposição solo
- 1992: Fundação Fiecht na Áustria, "Aktion-Reaktion – Rainer, Nitsch, Brus und Helnwein“
- 1992: Kunstmuseum Thun, Thun, exposição solo
- 1992: Modernism Gallery, São Francisco, exposição solo
- 1992: IV. PaperArt, Internationalen Biennale der Papierkunst, Leopold-Hoesch-Museum em Düren, instalação
- 1993: Ludwig Forum für Internationale Kunst, Aachen "Künstlerportraits", exposição coletiva
- 1993: Josef Albers Museum, Quadrat Bottrop, Moderne Galerie, exposição solo
- 1993: Rheinischen Landesmuseum en Bonn, exposição solo
- 1994: Städtischen Museum em Schleswig, exposição solo
- 1994: Centre International d'Art Contemporain de Montréal, Quebec, exposição solo
- 1994: Mittelrhein-Museum Koblenz, Koblenz, exposição solo
- 1994: Kunstverein Augsburg, "Das Jahrzehnt der Malerei, Werke aus der Sammlung Schömer", exposição coletiva

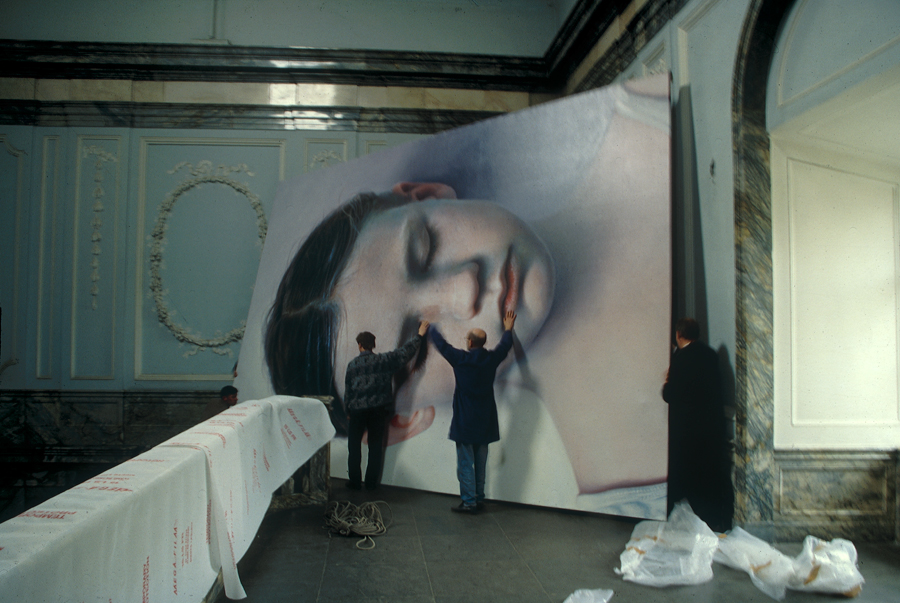
"Head of a Child"

- 1995: Houston Center for Photography, "Faces", exposição solo
- 1995: Museum Ludwig Köln, "Celebrities – Celebrities", Photographische Portraits aus der Sammlung Gruber im Museum Ludwig, exposição coletiva
- 1995: Ludwig Museum Schloss Oberhausen, "Versuche zu trauern, Meisterwerke aus dem Besitz der Sammlung Ludwig, von der Antike bis heute", exposição coletiva
- 1995: Phoenix Museum of Art in Arizona; Contemporary Arts Center in Cincinnati, Ohio; Lakeview Museum of Arts and Sciences in Peoria, Illinois; Nexus Contemporary Arts Center in Atlanta, Georgia; Rock and Roll Hall of Fame and Museum in Cleveland, Lowe Art Museum, University of Miami, „It’s only Rock ‚n’Roll – Rock and Roll Currents in Contemporary Art“, exposição coletiva
- 1996: Kunstmuseum Otaru, Japão, exposição solo
- 1996: Eröffnung des Museum Ludwig in Peking, exposição coletiva
- 1996: San Francisco Museum of Modern Art, „Photographic Works from the Collection of the Museum“, exposição coletiva
- 1997: Staatlichen Russischen Museum Sankt Petersburg, exposição solo
- 1998: Wäinö Aaltonen Museum in Turku, Finlândia, exposição solo
- 1998: Kent Gallery, Nova Iorque, „A Delicate Balance“, exposição coletiva, curadoria de Jerry Kearns
- 1998: Exit Art, Nova Iorque, „Choice“, Junge Künstler expostos pela primeira vez – trabalhos selecionados de Ida Applebrook, Damien Hirst, Cindy Sherman, e Gottfried Helnwein
- 1998: Ludwig Museum, Castelo Oberhausen, „Götter, Helden und Idole“, exposição coletiva
- 1999: Modernism Gallery, São Francisco, „20 Years of Modernism, Modern Masters and Contemporary Art“, exposição coletiva
- 1999: Niederösterreichisches Landesmuseum, Dominikanerkirche, Krems, „Apokalypse“, exposição solo e instalação em sala
- 1999: Ansel Adams Center, São  Francisco, „Innovation/Imagination: 50 years of Polaroid Photography“, exposição coletiva
- 2000: Achim Moeller Fine Art, Nova Iorque, „Cross Currents in Modern Art – Tribute to Peter Selz“, exposição coletiva
- 2000: Los Angeles County Museum of Art, „Ghost in the Shell, Photography and the Human Soul, 1850–2000“, exposição coletiva
- 2000: San Francisco Museum of Modern Art, „The Darker Side of Playland: Childhood Imagery from the Logan Collection“, exposição coletiva
- 2000: Robert Sandelson Gallery, Londres, exposição solo
- 2000: Museum Ludwig Köln, „Augenblicke und Endlichkeit – Das von der Photographie geprägte Jahrhundert“. 40 wichtige Photographen des zwanzigsten Jahrhunderts, Sammlung Gruber, exposição coletiva
- 2001: Josef-Haubrich-Kunsthalle, Colônia, „Berliner Mauer – Kunst für ein Europa im Aufbruch“, exposição coletiva
- 2001: Museum Moderner Kunst, Oostende, Bélgica, „Between Earth and Heaven, New Classical Movements in the Art of Today“, instalação
- 2001: Arkansas Arts Center, Little Rock, „Magic Vision“, exposição coletiva
- 2001: Albertina und Museum der Bildenden Künste, Budapest, „Austrian Artists now“, exposição coletiva
- 2001: Kilkenny Arts Festival, Irlanda, Butler House, exposição solo e instalação
- 2002: San Jose Institute of Contemporary Art, „Portrait Obscured“, exposição coletiva
- 2002: Museum Kunst der Gegenwart Sammlung Essl, Klosterneuburg, „In the Blink of an Eye – Photo Art“ (Augenblick – Fotokunst), exposição coletiva
- 2002: Kunstmuseum Stuttgart, „Meisterwerke der Fotografie: Face to Face. Portraitfotografie aus der Sammlung der DG-Bank“, exposição coletiva
- 2003: Freie Volksbühne, Berlim, „The Golden Age of Grotesque“, exposição e performance com Marilyn Manson
- 2003: Museum of Tolerance, Simon Wiesenthal Center, Los Angeles, „Neunter November Nacht“, documentação sobre a instalação "Ninth November Night" e o tema da violência, fascismo e holocausto no trabalho de Gottfried Helnwein
- 2003: Modernism Gallery, São Francisco, „Paradise Burning“, exposição solo
- 2003: Regina Miller Gallery, Purnell Center of the Arts, The Carnegie Mellon University, The University of Arizona Museum of Art, Tucson, Western Washington University, Western Gallery, Arthouse at the Jones Center, Austin, Contemporary Arts Center New Orleans, „Comic Release – Negotiating Identity for a new Generation“, exposição coletiva

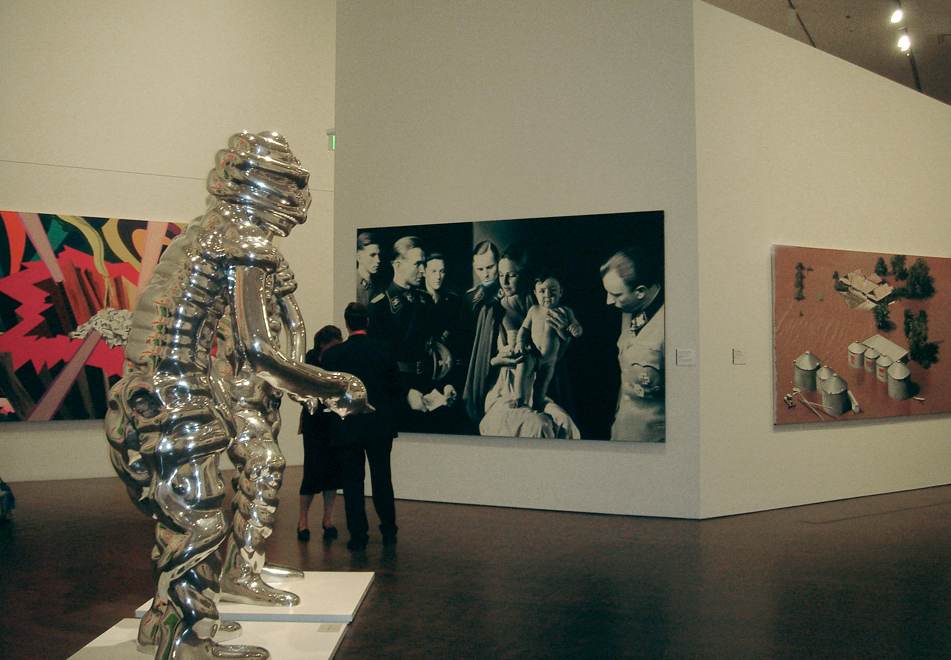
Quadro Epiphany I na exposição "Radar" no Denver Art Museum, em 2006

- 2004: Fine Arts Museums of San Francisco, Palace of the Legion of Honor, „The Child – Works by Gottfried Helnwein“, exposição solo
- 2004: Zentrum für Kunst und Medientechnologie, Karlsruhe, „Meisterwerke der Medienkunst aus der ZKM-Sammlung“, exposição coletiva
- 2004: Crawford Municipal Art Gallery in Cork, Irlanda, „Irish and other Landscapes“, exposição solo
- 2005: Museum of Modern Art – Ostend, Bélgica, „Soul“, instalação
- 2005: Museum Ludwig, Schloss Oberhausen und Wilhelm-Busch-Museum, Hannover, „Beautiful Children“, exposição solo
- 2005: The University of Denver's Victoria H. Myhren Gallery, Denver Art Museum, „In Limbo – from the collection of Kent and Vicki Logan and the Denver Art Museum“, exposição coletiva
- 2005: The Katherine K. Herberger College of Fine Arts at Arizona State University, „The other Mainstream – Selections from the Collection of Mikki and Stanley Weithorn“, exposição coletiva
- 2005: Kunsthalle Wien und Kunstforum Wien, „Superstars: Zum Prinzip Prominenz in der Kunst. Von Warhol bis Madonna“, exposição coletiva
- 2005: Museo de Arte Contemporáneo de Monterrey Mexiko, „Austrian Contemporary Art and Post-War Painting – The Essl Collection“, exposição coletiva
- 2006: Lentos Museum of Modern Art, Linz, „Face it“, exposição solo
- 2006: Tiroler Landesmuseum Ferdinandeum, Innsbruck, „Figur und Wirklichkeit: Wie Österreichs Maler die Welt verwandeln“, exposição coletiva
- 2006: The Eleventh International Biennial of Photography and Photo-Related Art, Mackey Gallery, Houston, exposição solo
- 2006: 21c Museum, Louisville, Kentucky, „Looking Now“, exposição coletiva
- 2006: The Denver Art Museum, „Radar, The Kent and Vicki Logan Collection“, exposição coletiva
- 2006: Modernism Gallery San Francisco, „Los Caprichos“, exposição solo
- 2006: Galeries nationales du Grand Palais, Paris, The Montreal Museum of Fine Arts, „Il était une fois Walt Disney“, exposição coletiva
- 2006: Fenton Gallery, Cork, Irlanda, exposição solo
- 2006: Hunsaker/Schlesinger Fine Art, Bergamot Station, Santa Monica, „The Likeness“, exposição coletiva
- 2006: Temple Bar Gallery, Dublin, „A Moment in Time“, a critical exploration of contemporary painting by international and Irish artists, exposição coletiva
- 2007: Fine Arts Museums of San Francisco, „Rembrandt to Thiebaud: A Decade of Collecting Works on Paper“, exposição coletiva
- 2007: The Dayton Art Institute, „Life as a Legend“, exposição coletiva
- 2007: Kunst der Gegenwart – Essl Museum, „Passion for Art – 35 Jahre Essl Museum“, exposição coletiva
- 2007: Ludwig Museum Budapest, Museum of Contemporary Art, „Concept Photography – Dialogues & Attitudes“, exposição coletiva
- 2007: The Virtual Museum of Art in Second Life, Eröffnung, retrospectiva
- 2007: Stadtgalerie, Leibnitz, exposição solo
- 2007: Fotoforum West, Innsbruck, exposição solo
- 2007: Modernism Gallery San Francisco, "The Disasters of War, Part I", exposição solo

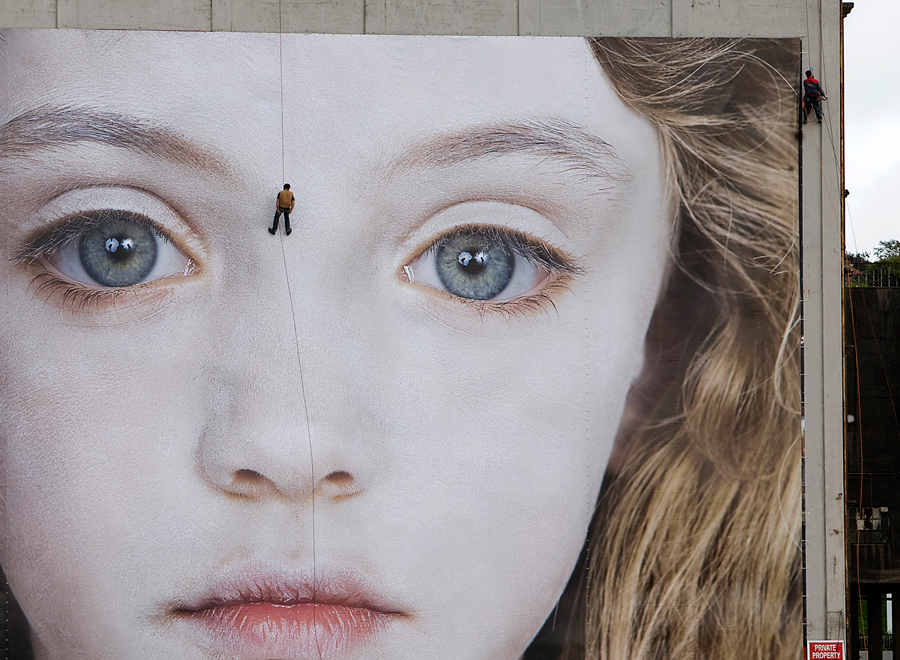
Instalação "The Last Child" em Waterford, Irlanda, 2008

- 2007: Fotomuseo, National Museum of Photography, Bogotá, Fotográfica Bogotá
- 2007: Waterford Greyfriars Municipial Art Gallery, Irlanda, "Angels Sleeping", exposição solo
- 2007: Cressman Center Gallery, Universidade of Louisville, "Body Anxious"
- 2007: Fine Arts Museums of San Francisco, De Young, "Rembrandt to Thiebaud: A Decade of Collecting Works on Paper."
- 2008: Natalie and James Thompson Art Gallery, San Jose State University, "I Walk Alone", exposição solo
- 2008: Staatliche Galerie Rudolfinum, Praga, "Modern Sleep", exposição solo
- 2009: Alpen-Adria Galerie/Stadtgalerie, Klagenfurt, "Die frühen Werke 1972–1992", exposição solo
- 2009: Albertina, Viena, "Kunst nach 70"
- 2009: Modernism Gallery, São Francisco, "The Disasters of War, Part II", exposição solo
- 2009: Friedman Benda Gallery, Nova Iorque, exposição solo
- 2009: Albertina, Viena, Body and Language – sete artistas com trabalhos na coleção do museu Albertina
- 2009: Albertina, Viena, Meisterwerke der Moderne – Na coleção do Albertina e coleção Batliner
- 2010: "Ninth November Night", instalação, Tel Aviv, Israel [63]
- 2010: Friedman Benda Gallery New York, "I was a Child", exposição solo
- 2011: Sacramento Art Museum, Califórnia, "Inferno of the Innocents", exposição solo
- 2012: Museo Nacional De San Carlos, Cidade do México, "Faith, Hope and Charity", exposição solo
- 2012: Galería Hilario Galguera, "Song of the Aurora", exposição solo
- 2013: Albertina Museum, Viena, retrospectiva

## Publicações
- The Child, Works by Gottfried Helnwein

Exposição solo em 2004, San Francisco Fine Arts Museums
(ISBN 978-0-88401-112-5)
- Face it, Works by Gottfried Helnwein

Exposição solo 2006, Lentos Museum of Modern Art Linz
Stella Rollig, Thomas Edlinger, Nava Semel
Stella Rollig, Presence and Time: Gottfried Helnwein's Pictures
Christian Brandstätter, Wien 2006,
(ISBN 978-3-902510-39-6)
- Angels Sleeping – Retrospective Gottfried Helnwein

Retrospectiva 2004, Rudolfinum Gallery Praga,
Peter Nedoma, 2008. Ensaio,
Peter Nedoma conversa com Gottfried Helnwein,
(ISBN 978-80-86443-11-9)
- Gottfried Helnwein – Monograph,

Retrospectiva 1997, State Russian Museum St. Petersburg
Alexander Borovsky, Klaus Honnef, Peter Selz, William Burroughs, Heiner Müller, H.C. Artmann, Klaus Honnef,
Helnwein – The Subversive Power of Art,
Palace Edition 1997, (ISBN 978-3-930775-31-6), Koenemann 1999, (ISBN 978-3-8290-1448-9)
- Helnwein – Ninth November Night, 2003

Documentário, em comemoração aos 65 anos da Noite dos Cristais, Museum of Tolerance, Simon Wiesenthal Center, Los Angeles
Johnathon Keats, Simon Wiesenthal, Johnathon Keats, Helnwein – The Art of Humanity

## Artigos relacionados
- Yuichi Konno. My art is not an answer – it is a question. Yaso. Japão, 2003
- Katy O'Donoghue. Memorialising the Holocaust. 2008.
- Peter Zawrel. Against Harmlessness in Art. Exibition "APOCALYPSE" em Krems/Austria. Helnwein, Catalogue for Apokalyse. 1999
- Stefan Jermann. Stefan Jermann talks with Gottfried Helnwein[ligação inativa]. Truce Magazine. Zurique, 2008
- Klaus Honnef. The Subversive Power of Art, Gottfried Helnwein – A Concept Artist before the Turn of the Millennium, University of Heidelberg, 1997.
- Gerry McCarthy, Bloodied but unbowed, The Sunday Times, UK, September 14, 2008.
- Peter Gorsen. The Divided Self – Gottfried Helnwein in his self-portraits, Museum of Modern Art, Strasbourg, Edition Braus, Heidelberg, 1988
- Lynell George, Gottfried Helnwein is in L.A.'s dark grip, Los Angeles Times, January 27, 2008
- Kenneth Baker. Dark and detached, the art of Gottfried Helnwein demands a response, San Francisco Chronicle, August 9, 2004.
- Steven Winn. Childhood isn't what it used to be. In the arts, it's dark and complex, San Francisco Chronicle, November 17, 2004
- Julia Pascal. Nazi dreaming, New Statesman, UK, April 10, 2006
- Aiden Dunne. Cutting Edge, The Irish Times, August 1, 2001
- Mark Swed. Strange, but True – Gottfried Helnwein's wondrous staging of Der Rosenkavalier, Los Angeles Times, May 31, 2005
- Brendan Maher. Interview with Gottfried Helnwein, Start, Ireland, November 24, 2004
- Stella Rollig. Gottfried Helnwein: Face it, Lentos Museum of Modern Art, Linz, Exhibition, March 10 – June 5, 2006
- Helen Kaye. Sleep of Death, Jerusalem Post, Dec 31, 2009
- Jeanne Curran and Susan R. Takata, Shared Reading: Gottfried Helnwein, A Justice Site, California State University, Dominguez Hills, University of Wisconsin, Parkside, 2004